# 加拉蒂纳
加拉蒂纳（義大利語：Galatina），是意大利莱切省的一个市镇。总面积81平方公里，人口27317人，人口密度337.2人/平方公里（2009年）。ISTAT代码为075029。